# 제주도 푸른 밤
《제주도 푸른 밤》은 KBS2에서 2002년 10월 24일에 방영한 드라마시티이다.

## 줄거리
한때 잘나가던 제주도 여행가이드였지만 지금은 백수에 시한부 인생을 사는 기태가 죽음이 코앞까지 와 있는 시간에 과거 자신이 너무 많은 상처를 줬던 희숙을 그리워한다. 기태는 마지막으로 희숙을 보기 위해 부산으로 떠나고 그녀와 점심을 먹는다. 시한부 인생을 사는 기태는 못난 자신을 무조건 사랑했던 희숙을 위해, 불행하게 살아가는 그녀를 위해 마지막 선물로 제주도행 비행기 티켓을 준비하고, 그녀는 제주도로 떠나면서 생긴 일들을 그린 드라마다.

## 등장 인물

### 주요 인물
- 엄태웅 : 기태 역
- 김민주 : 희숙 역

### 주변 인물
- 김갑수 : 노숙자 역
- 김윤석 : 경수 역
- 추귀정 : 기령 역
- 김복희 : 경수의 어머니 역
- 정경호 : 윤택 역

### 그 외 인물
- 최성웅 : 분식차 주인 역
- 이대연 : 중국집 사내 역
- 김광규 : 경수 친구 1 역
- 정대용 : 경수 친구 2 역
- 김흥수 : 포장마차 주인 역
- 김진국 : 시체실 직원 역